# Llanrhos

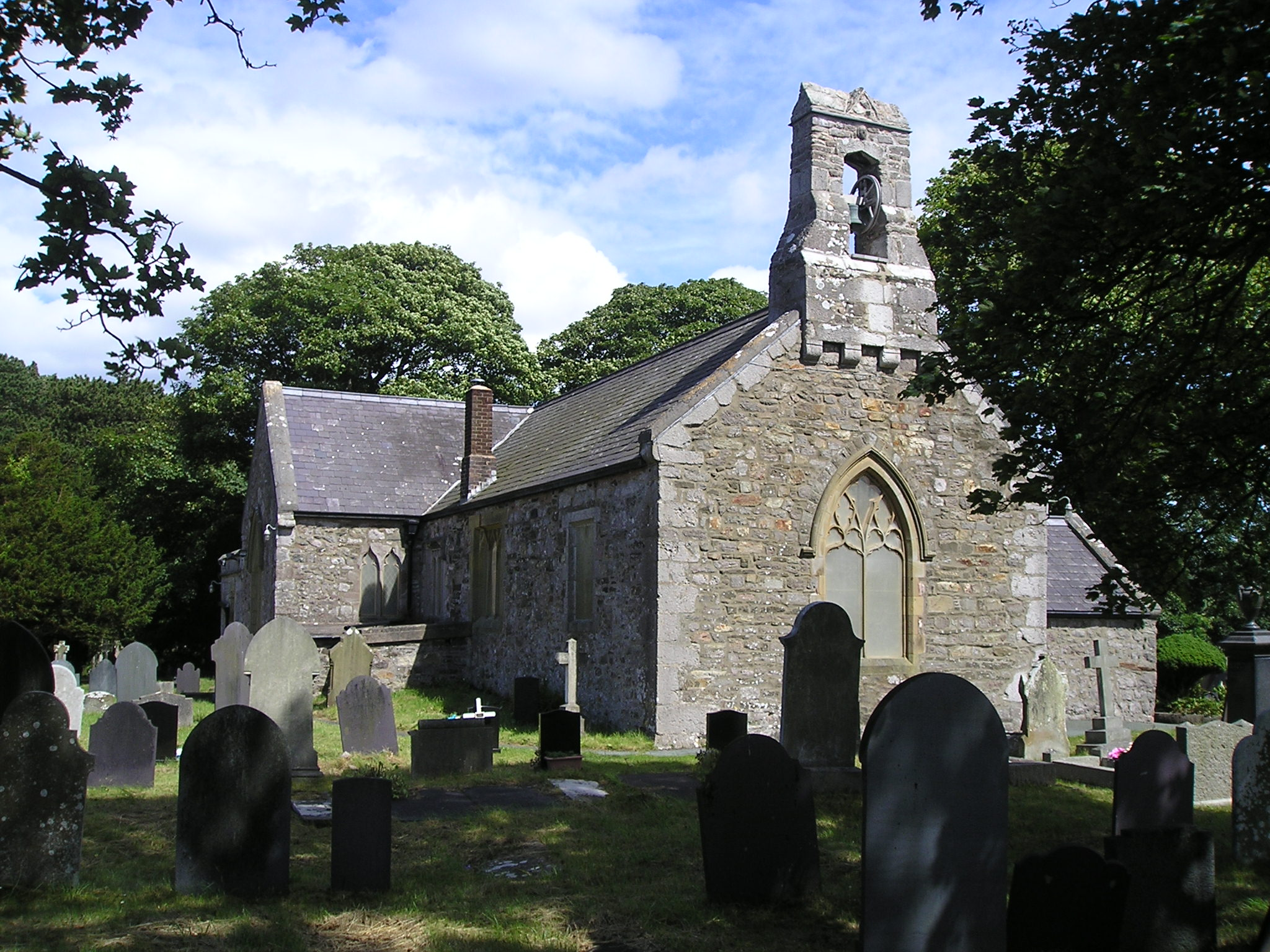
A Igreja de Santo Hilário.

Llanrhos, também chamada de Eglwys Rhos, é um pequeno vilarejo no Condado de Conwy, País de Gales. Está localizado ao sul de Llandudno, perto de Deganwy. O lugar foi fundado nos tempos medievais, precedendo a conquista de Eduardo I de Inglaterra. Ela permaneceu quase inteiramente rural até o final do século XIX e início do XX, quando desenvolvimentos urbanos nas cidades vizinhas também chegou em Llanrhos.